# Ludo Sannen
Ludo Sannen (Mol, 26 mei 1954) is een voormalig Belgisch politicus voor Agalev en sp.a. 

## Biografie
Sannen woont in Ham. Hij behaalde in 1977 een licentie in de godsdienstwetenschappen en in 1978 een baccalaureaat in de filosofie aan de Katholieke Universiteit Leuven. Hij werd beroepshalve van 1976 tot 1991 leraar en was van 1989 tot 1995 eveneens docent filosofie en ethiek aan de Katholieke Hogeschool Kempen in Geel.
Hij is een van de pioniers van de politieke groene beweging in Limburg en was van 1989 tot 1991 politiek secretaris van de Agalev-afdeling in de provincie. Bij de eerste rechtstreekse verkiezingen voor het Vlaams Parlement van 21 mei 1995 werd hij voor de partij verkozen tot Vlaams Parlementslid in de kieskring Hasselt-Tongeren-Maaseik. Ook na de volgende Vlaamse verkiezingen van 13 juni 1999 bleef hij Vlaams volksvertegenwoordiger tot mei 2003. Van 1995 tot 1999 was Sannen ondervoorzitter van de commissie Onderwijs, Vorming en Wetenschapsbeleid en vast lid van de commissie Ruimtelijke Ordening, Openbare Werken en Vervoer. Na de verkiezingen van juni 1999 was hij begin juli 1999 even vierde ondervoorzitter van het Bureau van het Vlaams Parlement en nadien zat hij van juli 1999 tot mei 2003 er de Agalev-fractie voor, hetgeen hij combineerde met een zetel in de commissies Onderwijs, Vorming en Wetenschapsbeleid en Algemeen Beleid, Financiën en Begroting. 
Tussen 26 mei 2003 en 17 februari 2004 was hij Vlaams minister van Leefmilieu, Landbouw en Ontwikkelingssamenwerking na het ontslag van partijgenoten Vera Dua en Mieke Vogels in de regering onder leiding van Bart Somers. Hij stapte zelf vervroegd op als minister in februari 2004 toen hij zich - met anderen, verenigd in de Limburgse Groenen - keerde tegen het door Groen! genomen congresbesluit om geen progressief kartel aan te gaan met het reeds bestaande kartel sp.a-Spirit. Hij verliet vervolgens de partij Groen! en sloot zich aan bij het kartel sp.a-spirit. 
Bij de Vlaamse verkiezingen van 13 juni 2004 werd hij op de lijst sp.a-spirit tot Vlaams volksvertegenwoordiger verkozen voor de kieskring Limburg. Van juli 2004 tot begin november 2007 maakte hij als secretaris deel uit van het Bureau (dagelijks bestuur) van het Vlaams Parlement, waarna hij aansluitend de sp.a-fractie voorzat tot juni 2009. In het Vlaams Parlement was Ludo Sannen in de legislatuur 2004-2009 tevens vast lid van de commissies Algemeen Beleid, Financiën en Begroting, van 2004 tot 2007 ondervoorzitter van de Commissie voor Onderwijs, Vorming en Wetenschapsbeleid, en plaatsvervangend lid van de Commissie voor Leefmilieu en Natuur, Landbouw, Visserij en Plattelandsbeleid en Ruimtelijke Ordening en Onroerend Erfgoed.
Bij de verkiezingen van 7 juni 2009 was Sannen eerste opvolger op de lijst voor Limburg. Omdat Peter Vanvelthoven geen minister werd, betekende dit dat Sannen in 2009 niet terug werd afgevaardigd naar het Vlaams Parlement. Na de verkiezingen werd hij kabinetschef van Vlaams minister voor Energie, Wonen, Steden en Sociale Economie Freya Van den Bossche. Op 7 juli 2010 maakte hij alsnog zijn herintrede in het Vlaams Parlement toen Vanvelthoven de overstap maakte naar de Kamer van Volksvertegenwoordigers. In het Vlaams Parlement werd hij lid van de Commissie voor Algemeen Beleid, Financiën en Begroting en plaatsvervanger in de commissie Onderwijs en Gelijke Kansen. Tussen juli 2010 en september 2013 werd hij door het Vlaams Parlement aangewezen als gemeenschapssenator in de Senaat.
In de Senaat zetelde hij van 2010 tot 2011 in de commissie Binnenlandse Zaken en Administratieve Aangelegenheden en was hij van oktober 2011 tot september 2013 voorzitter van de Commissie voor de Financiën en de Economische aangelegenheden. Als gemeenschapssenator werd hij daarnaast afgevaardigd naar de Parlementaire Vergadering van de Raad van Europa, waar hij deel uitmaakte van de Commissie Cultuur, Wetenschap, Onderwijs en Media.
Op gemeentelijk vlak was  Ludo Sannen van 1983 tot 1991 gemeenteraadslid in Ham voor Agalev. In de periode tussen 1984 en 1988 was hij bovendien schepen van leefmilieu, ruimtelijke ordening en verkeer. Tussen 2007 en 2010 werd hij opnieuw gemeenteraadslid, ditmaal voor de sp.a.
In september 2013 vroeg de sp.a hem een stap opzij te doen om zo voor verjonging te kunnen zorgen. Hij stopte volledig met politiek en nam dus ontslag uit het Vlaams Parlement, de Senaat en zijn functie als afgevaardigde voor de parlementaire vergadering van de Raad van Europa.